# Jehoeda Löw
Jehoeda ben Betsalel Löw, ook bekend als de Maharal van Praag (Praag?, ca. 1512-1525 – Praag, 22 augustus 1609) was een Tsjechische rabbijn, Talmoed- en Thorageleerde en filosoof.
Het acroniem Maharal staat voor Morénu Ha-Raw Löw, hetgeen in het Nederlands "Onze Leraar Rabbijn Löw" betekent (de klinkers in Maharal hebben geen betekenis). De rabbijn zou een goede bekende zijn geweest van keizer Rudolf II. Deze keizer was zeer geïnteresseerd in de kennis van de rabbijn op het gebied van de alchemie. Hij was de opperrabbijn van Moravië, Posen en Praag.
Hij heeft verscheidene publicaties op zijn naam staan, waaronder een diepgaande verklaring op de Thora. Deze verklaring heet Goer Arjee en is een verklaring op de beroemde Thoraverklaring van Rasjie.
De Nederlander Max Kohnstamm zei over Maharal: "Hij zegt dat het 'competitieve element' in ons leven onmisbaar is, maar dat het -als het niet door de liefde tot de naaste wordt gecompenseerd- alleen maar kan leiden tot de ondergang. Kaïn was niet slechter dan Abel; ze probeerden beiden, rug aan rug, de wereld te verdelen. Maar als de een de lucht krijgt en de ander de aarde, vinden ze samen de dood. De Maharal van Praag zegt ook: de ander is de ontkenning van je eigen zijn. Het behoort tot de menselijke natuur over alles te willen heersen. Denken is heersen, kennen is heersen. Dus ieder ander beneemt je een stuk van die vrijheid. En tegelijkertijd begint het menselijk bestaan pas op het moment als je die ander een plaats geeft." 
Volgens de legende zou Rabbi Löw eens samen met twee synagogedienaren een Golem, een bezielde gestalte uit leem, geschapen hebben die als beschermer van de Joden moest fungeren. Op een leeftijd van ver over de tachtig overleed Rabbi Löw. Hij vond zijn laatste rustplaats op de Oude Joodse Begraafplaats van de Praagse wijk Josefov.
- Bibliothèque nationale de France: cb11929500t (data)
- Gemeinsame Normdatei: 119237865
- International Standard Name Identifier: 0000 0001 2140 9241
- Library of Congress Control Number: n50062806
- Nationale Bibliotheek van Tsjechië: jn20000720237
- Nationale Bibliotheek van Israël: 987007270275005171
- Nederlandse Thesaurus van Auteursnamen: 136520162
- LIBRIS: 65287
- SNAC: w63k0z3j
- Système universitaire de documentation: 027201139
- Virtual International Authority File: 79038296
- WorldCat: E39PCjxThVDqjxGmQJKRCMJFcd